# Uschi Disl
Uschi (Ursula) Disl (Bad Tölz, 1970. november 15. –) német sílövő. 1986-tól kezdett el foglalkozni a biatlonnal. Az 1990-es évek elejétől fokozatosan vált a női sílövészet egyik kiemelkedő személyiségévé. 2005-ben az év női sportolójává választották Németországban, ő volt az első német női sílövő aki, ezt a címet megkapta. Sportpályafutását 2006-ban fejezte be. A magánéletben határőr, illetve az elmúlt években televíziós szakkommentátorként is tevékenykedik a német ARD műsorszolgáltatónál.
A világkupában 1989-ben mutatkozott be. A sorozatot összetettben az 1990–1991-estől egészen a 2005–2006-osig mindig a legjobb nyolc között zárta, kivételt csupán az 1992–1993-as jelentette, amikor a 16. helyen végzett. Két alkalommal volt második, háromszor harmadik és ugyancsak háromszor negyedik. A világkupa fordulóit tekintve harminc első, tizenkilenc második és huszonöt harmadik helyet szerzett.
Világbajnokságon 1991-ben, Finnországban indult először, és a váltóval fel is állhatott a dobogó harmadik fokára. 2005-ig hazájának nyolc arany, nyolc ezüst és három bronzérmet nyert a világbajnokságokon.
Öt olimpián vett részt. 1992-ben, Albertville-ben indult először, és a váltóval egy ezüstérmet szerzett. 1994-ben ezt az eredményt megismételte, illetve még egy bronzérmet nyert egyéniben. 1998-ban sikerült először az olimpiai dobogó legfelső fokára állnia a váltóval, illetve sprintben egy második és egyéniben egy harmadik helyet is szerzett. 2002-ben éremkollekcióját tovább gazdagította egy újabb arany és ezüstéremmel, a váltóval és a sprintben. Utoljára 2006-ban indult a játékokon, egy harmadik helyet érve el a tömegrajtos indítású versenyen.

## Eredményei

### Olimpia
| Év   | Világbajnokság | Versenyszám | Versenyszám | Versenyszám   | Versenyszám | Versenyszám | Versenyszám |
| Év   | Világbajnokság | Egyéni      | Sprint      | Üldözőverseny | Tömegrajtos | Váltó       |             |
| ---- | -------------- | ----------- | ----------- | ------------- | ----------- | ----------- | ----------- |
| 1992 | Albertville    | 24          | 11          |               |             | 2           |             |
| 1994 | Lillehammer    | 3           | 13          |               |             | 2           |             |
| 1998 | Nagano         | 3           | 2           |               |             | 1           |             |
| 2002 | Salt Lake City | 12          | 2           | 9             |             | 1           |             |
| 2006 | Torino         | 12          | 34          | 12            | 3           |             |             |

### Világbajnokság
| Év   | Világbajnokság                | Versenyszám | Versenyszám | Versenyszám   | Versenyszám | Versenyszám | Versenyszám | Versenyszám  |
| Év   | Világbajnokság                | Egyéni      | Sprint      | Üldözőverseny | Tömegrajtos | Csapat      | Váltó       | Vegyes váltó |
| ---- | ----------------------------- | ----------- | ----------- | ------------- | ----------- | ----------- | ----------- | ------------ |
| 1991 | Lahti                         | 8           | 5           |               |             | 4           | 3           |              |
| 1992 | Novoszibirszk                 |             |             |               |             | 1           |             |              |
| 1993 | Borovets                      | 8           | 34          |               |             | 8           | 4           |              |
| 1994 | Canmore                       |             |             |               |             | 4           |             |              |
| 1995 | Antholz-Anterselva            | 2           | 2           |               |             | 2           | 1           |              |
| 1996 | Ruhpolding                    | 27          | 35          |               |             | 1           | 1           |              |
| 1997 | Breznóbánya                   | 13          | 13          | 4             |             |             | 1           |              |
| 1998 | Pokljuka Hochfilzen           |             |             | 15            |             |             |             |              |
| 1999 | Kontiolahti Oslo Holmenkollen | 9           | 34          | 11            | 7           |             | 1           |              |
| 2000 | Oslo Holmenkollen             | 8           | 7           | 2             | 8           |             | 2           |              |
| 2001 | Pokljuka                      | 11          | 2           | 11            | 24          |             | 2           |              |
| 2002 | Oslo Holmenkollen             |             |             |               | 5           |             |             |              |
| 2003 | Hanti-Manszijszk              |             | 34          | 13            | 21          |             | 3           |              |
| 2004 | Oberhof                       |             |             |               | 9           |             |             |              |
| 2005 | Hochfilzen Hanti-Manszijszk   | 34          | 1           | 1             | 10          |             | 2           | 3            |

### Világkupa
| Idény   | Összesített eredmény Helyezés (Pontszám) | Összesített eredmény Helyezés (Pontszám) | Összesített eredmény Helyezés (Pontszám) | Összesített eredmény Helyezés (Pontszám) | Összesített eredmény Helyezés (Pontszám) |
| Idény   | Összetett                                | Egyéni                                   | Sprint                                   | Üldözőverseny                            | Tömegrajtos                              |
| ------- | ---------------------------------------- | ---------------------------------------- | ---------------------------------------- | ---------------------------------------- | ---------------------------------------- |
| 1990/91 | 4                                        |                                          |                                          |                                          |                                          |
| 1991/92 | 5                                        |                                          |                                          |                                          |                                          |
| 1992/93 | 13 (107)                                 | 8 (77)                                   | 29 (30)                                  |                                          |                                          |
| 1993/94 | 4 (167)                                  | 4 (88)                                   | 4 (79)                                   |                                          |                                          |
| 1994/95 | 3 (220)                                  | 2 (114)                                  | 2 (106)                                  |                                          |                                          |
| 1995/96 | 2 (214)                                  | 5 (99)                                   | 2 (115)                                  |                                          |                                          |
| 1996/97 | 2 (318)                                  | 1 (97)                                   | 1 (162)                                  | 5 (59)                                   |                                          |
| 1997/98 | 2 (325)                                  | 2 (97)                                   | 2 (171)                                  | 2 (57)                                   |                                          |
| 1998/99 | 3 (420)                                  | 1 (60)                                   | 5 (134)                                  | 3 (171)                                  | 2 (49)                                   |
| 1999/00 | 8 (349)                                  | 4 (63)                                   | 9 (98)                                   | 7 (138)                                  | 12 (43)                                  |
| 2000/01 | 6 (621)                                  | 14 (58)                                  | 6 (244)                                  | 6 (200)                                  | 5 (111)                                  |
| 2001/02 | 3 (739)                                  | 12 (68)                                  | 3 (260)                                  | 3 (277)                                  | 4 (108)                                  |
| 2002/03 | 7 (535)                                  | 25 (24)                                  | 6 (218)                                  | 8 (150)                                  | 4 (118)                                  |
| 2003/04 | 4 (733)                                  | 17 (47)                                  | 6 (255)                                  | 4 (288)                                  | 3 (115)                                  |
| 2004/05 | 5 (659)                                  | 10 (86)                                  | 4 (282)                                  | 5 (247)                                  | 25 (44)                                  |
| 2005/06 | 5 (580)                                  | 11 (54)                                  | 8 (201)                                  | 7 (175)                                  | 4 (141)                                  |

| 1989/90    | | Ruhpolding Sprint | |
| 1990/91    | Albertville Sprint | Oberhof Egyéni Oslo Holmenkollen Sprint                                                                                      | |
| 1991/92    | Ruhpolding Sprint | Albertville Váltó (O) | |
| 1992/93    | | Oberhof/Ridnaun Sprint | |
| 1993/94    | Canmore Egyéni | Lillehammer Váltó (O) | Antholz-Anterselva Egyéni Lillehammer Egyéni (O) Hinton Sprint                                                   |
| 1994/95    | Oberhof Egyéni Antholz-Anterselva Váltó (VB)                                                                                                 | Antholz-Anterselva Egyéni (VB) Antholz-Anterselva Sprint (VB)                                                                | Pokljuka/Bad Gastein Sprint                                                                                      |
| 1995/96    | Östersund Egyéni Oslo Holmenkollen Sprint Antholz-Anterselva Egyéni Antholz-Anterselva Sprint Ruhpolding Váltó (VB)                          | Pokljuka Sprint | |
| 1996/97    | Oslo Holmenkollen Sprint Oslo Holmenkollen Üldözőverseny Antholz-Anterselva Sprint Breznóbánya Váltó (VB)                                    | Östersund Váltó Oslo Holmenkollen Váltó Ruhpolding Sprint Ruhpolding Csapat Nagano Egyéni Nagano Sprint Novoszibirszk Egyéni | Antholz-Anterselva Egyéni                                                                                        |
| 1997/98    | Kontiolahti Sprint Nagano Váltó (O) Hochfilzen Egyéni Hochfilzen Sprint                                                                      | Östersund Váltó Ruhpolding Váltó Nagano Sprint (O)                                                                           | Lillehammer Üldözőverseny Kontiolahti Váltó Antholz-Anterselva Váltó Nagano Egyéni (O) Pokljuka Egyéni           |
| 1998/99    | Hochfilzen Egyéni Breznóbánya Egyéni Breznóbánya Váltó Breznóbánya Üldözőverseny Oberhof Váltó Ruhpolding Tömegrajtos Kontiolahti Váltó (VB) | Breznóbánya Sprint Ruhpolding Váltó Antholz-Anterselva Váltó                                                                 | Lake Placid Üldözőverseny                                                                                        |
| 1999/00    | Breznóbánya/Pokljuka Egyéni Ruhpolding Váltó Lahti Váltó                                                                                     | Hochfilzen Váltó Oberhof Váltó Oslo Holmenkollen Üldözőverseny (VB) Oslo Holmenkollen Váltó (VB)                             | |
| 2000/01    | Pokljuka/Antholz Váltó Salt Lake City Sprint                                                                                                 | Hochfilzen/Antholz Váltó Ruhpolding Váltó Pokljuka Sprint (VB) Pokljuka Váltó (VB)                                           | Breznóbánya/Antholz Üldözőverseny Oberhof Üldözőverseny Antholz-Anterselva Tömegrajtos                           |
| 2001/02    | Hochfilzen Váltó Ruhpolding Váltó Salt Lake City Váltó (O)                                                                                   | Pokljuka Egyéni Salt Lake City Sprint (O)                                                                                    | Hochfilzen Sprint Hochfilzen Üldözőverseny Breznóbánya Tömegrajtos Oslo Holmenkollen Üldözőverseny               |
| 2002/03    | Östersund Váltó Oberhof Váltó Oberhof Tömegrajtos                                                                                            | Ruhpolding Váltó Antholz-Anterselva Váltó                                                                                    | Breznóbánya Sprint Östersund Sprint Hanti-Manszijszk Váltó (VB)                                                  |
| 2003/04    | Pokljuka Üldözőverseny Ruhpolding Váltó Fort Kent Sprint Fort Kent Üldözőverseny                                                             | Pokljuka Sprint | Kontiolahti Sprint Kontiolahti Üldözőverseny Pokljuka Tömegrajtos                                                |
| 2004/05    | Beitostolen Sprint Beitostolen Üldözőverseny Oberhof Váltó Oberhof Üldözőverseny Hochfilzen Sprint (VB) Hochfilzen Üldözőverseny (VB)        | Beitostolen Váltó Oberhof Sprint Ruhpolding Váltó Hochfilzen Váltó (VB)                                                      | Hanti-Manszijszk Vegyes váltó (VB)                                                                               |
| 2005/06    | Östersund Sprint | Oberhof Váltó | Hochfilzen Sprint Breznóbánya Üldözőverseny Antholz-Anterselva Tömegrajtos Torino Tömegrajtos (O)                |
| Összesítés | Egyéni: 8 Sprint: 13 Üldözőverseny: 7 Tömegrajtos: 2 Csapat: 0 Váltó: 17 Vegyes váltó: 0 ------------ Összesen: 47                           | Egyéni: 5 Sprint: 13 Üldözőverseny: 1 Tömegrajtos: 0 Csapat: 1 Váltó: 20 Vegyes váltó: 0 ------------ Összesen: 40           | Egyéni: 5 Sprint: 7 Üldözőverseny: 8 Tömegrajtos: 5 Csapat: 0 Váltó: 3 Vegyes váltó: 1 ------------ Összesen: 29 |

- O - Olimpia és egyben világkupa forduló is.
- VB - Világbajnokság és egyben világkupa forduló is.